# 兴安老鹳草
兴安老鹳草（学名：Geranium maximowiczii）为牻牛儿苗科老鹳草属的植物。分布在俄罗斯远东、朝鲜以及中国大陆的黑龙江、吉林、内蒙古等地，生长于海拔500米的地区，常生长在林下，目前尚未由人工引种栽培。